# Karel Albert
Pour les articles homonymes, voir Albert.
 (octobre 2020).
Karel Albert, né le 16 avril 1901 à Anvers et mort le 23 mai 1987 à Liedekerke, est un compositeur belge.

## Biographie
Il est l'élève de Marinus De Jong (en) au Conservatoire royal flamand à Anvers.
En 1933, il entre au service musical de l'INR, prédécesseur de la Radio Télévision belge, où il restera jusqu'à sa retraite en 1961
Il a composé quatre symphonies, de nombreuses ouvertures et suites et quelques œuvres de musique de chambre.

## Œuvres
- Serenade, pour piano (1921)
- Serenade, pour hautbois et piano (1921)
- Sonate no 1, pour piano (1922)
- Marieken van Niemeghen, musique de scène (première version) (1924)
- Sonatine no 1, pour piano (1924)
- Tijl, musique de scène (1925)
- Les marrons du feu, musique de scène (1925)
- Lucifer, musique de scène (1926)
- Adam in ballingschap, musique de scène (1927)
- De Mariaboodschap, musique de scène (1927)
- Sonate no 2, en sol majeur, pour piano (1927)
- Marieken van Niemeghen, musique de scène (deuxième version) (1928)
- Quatuor à cordes no 1, en la mineur (1929)
- Trio pour hautbois, clarinette et basson (1930)
- Chamber Symphony (1932)
- Jeremias, musique de scène (1932)
- Wilde jacht, pour orchestre (1933)
- Humoresque, pour orchestre (1936)
- Het land, pour orchestre (1937)
- Symphonie no 1 (1941)
- Quatuor à cordes no 2, en ré majeur (1941)
- Symphonie no 2 (1943)
- Terug, pour basse et piano (1944)
- Symphonie no 3 (1945)
- Europa ontvoerd, opera buffa (1950)
- Sonatine no 2, pour piano (1951)
- Quintette, pour flute, hautbois, violon, alto, et violoncelle (1954)
- Theme and Variations, for piano (1955)
- Sonate no 3, pour piano (1956)
- Suite, pour orchestra (1958)
- Werkstuk pour alto et quintette à vent ou piano (1958)
- Drie constructies [Trois Constructions] pour orchestre à cordes (1959)
- Quartet, pour quatre saxophones (1960)
- In den beginne was het woord, pour orchestre (1962)
- Quartet for Brass (1964)
- Symphonie no 4 (1966)
- Sinfonietta (1968)
- Sonatine no 4, pour piano (1973)
- Sonatine no 5, pour piano (1979)
- Sonatine no 6, pour piano (1984)